# Kruhliak
Kruhliak (polsky Okrąglik, 1100 m n. m.) je hora v Bukovských vrších na slovensko-polské státní hranici. Nachází se v pohraničním hřebeni mezi vrcholy Rypy (1002 m) na západě a Kurników Beskid (1037 m) na jihovýchodě. Severním směrem vybíhá z hory rozsocha směřující přes vrcholy Jasło (1153 m), Szczawnik (1098 m) a Rys (1103 m) do údolí Solinky. Další rozsocha směřuje k severovýchodu přes vrchol Fereczata (1102 m) do údolí Wetliny. Vrcholem hory prochází hranice mezi slovenským NP Poloniny a polskou CHKO Cisna-Wetlina.

## Přístup
- po červené  značce z Ruského sedla
- po červené  značce ze Sedla pod Ďurkovcom
- po červené  značce z obce Cisna
- po červené  značce z obce Smerek